# Felderhof (Wegberg)
Felderhof ist ein Ortsteil der Mittelstadt Wegberg im Kreis Heinsberg im Bundesland Nordrhein-Westfalen.

## Geografie

### Lage
Felderhof liegt südöstlich von Wegberg.

### Nachbarorte
| Beeck  | Moorshoven                                  |             |
| Holtum | Kompassrose, die auf Nachbargemeinden zeigt | Mehlbusch   |
|        | Isengraben                                  | Schönhausen |

## Infrastruktur

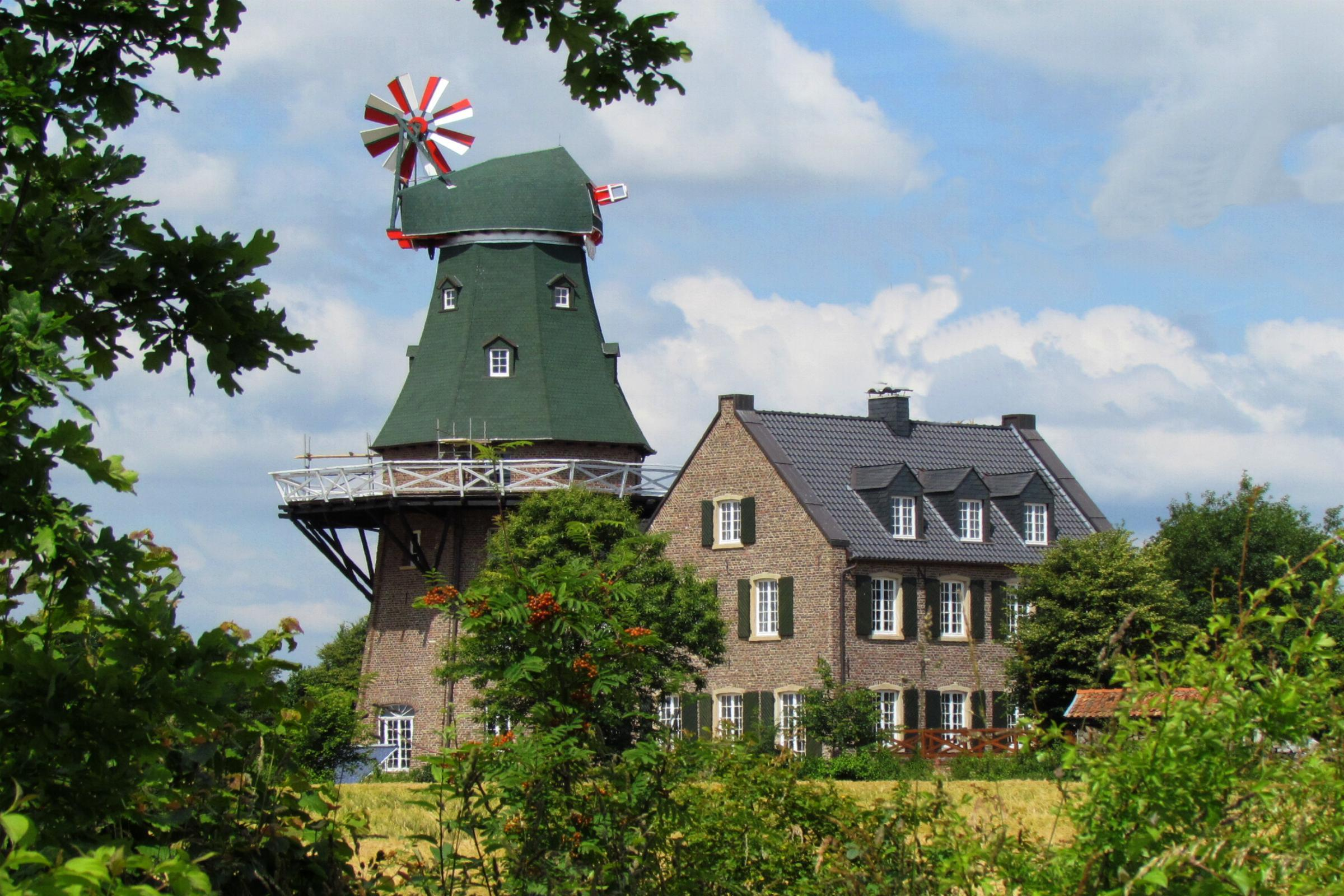
Mühle mit Mühlenkopf

Es existieren ein landwirtschaftlicher Betrieb und ein Pferdehof. Die Ortschaft ist ländlich geprägt und ohne Durchgangsverkehr.
WestVerkehr bedient den Ort mit der AVV-Buslinie 411. Diese ist vor allem auf die Schülerbeförderung von und nach Wegberg und Beeck ausgerichtet. Abends und am Wochenende kann der MultiBus angefordert werden.
| Linie | Verlauf |
| ----- | --- |
| 411   | morgens: Kehrbusch → Isengraben → Flassenberg → Rath-Anhoven Schule → Schönhausen → Felderhof → Bissen bei Beeck → Moorshoven → Holtum → Uevekoven → Wegberg → Beeck Grundschule morgens: Bissen → Busch → Holtmühle → Kipshoven → Gripekoven – Ellinghoven → Beeck Grundschule → Wegberg mittags/nachmittags: Wegberg → Beeck Grundschule → Holtum → Uevekoven → (Bissen →) Busch → Holtmühle → Kipshoven → Gripekoven → Ellinghoven → Moorshoven → Bissen bei Beeck → Felderhof → Schönhausen → Rath-Anhoven Schule → Isengraben → Flassenberg → Kehrbusch |

## Sehenswürdigkeiten

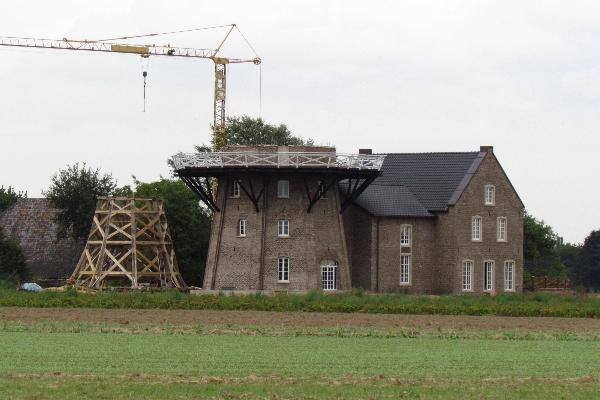
Rohbau der Windmühle

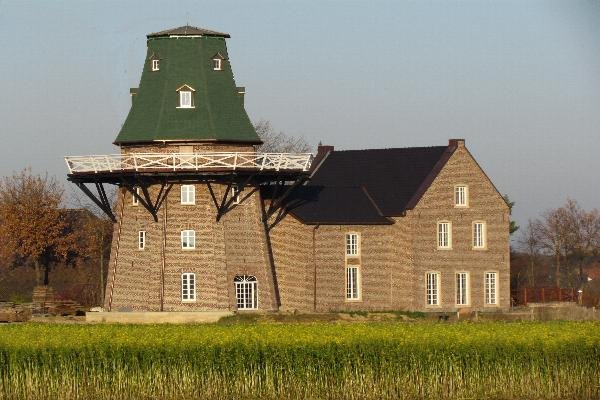
Neubau der Windmühle

- Wohnhaus, In Felderhof 16, als Denkmal Nr. 50
- Windmühle an historischer Stelle der früheren Holtumer Mühle. Am 16. Juni 2014 wurde der Mühlenkopf auf den Mühlenturm gesetzt.[3]

## Vereine
- Kapellengemeinschaft Bissen-Felderhof-Schönhausen.
- St.-Martin-Gesellschaft, gegründet 1913. Sie organisiert den traditionellen Martinszug für die Orte Bissen, Felderhof, Moorshoven und Schönhausen.
- Freiwillige Feuerwehr Wegberg, Löschgruppe Moorshoven, zuständig für die Ortschaft Felderhof